# Zuidpolder (Grootegast)
De Zuidpolder is een voormalig waterschap in de provincie Groningen.
Het waterschap was gelegen ten zuiden van Grootegast (de N980), tussen de Harkereed en het Langs- of Wolddiep. De zuidgrens was de Leidijk en de Hooiweg in Lucaswolde. De gast van Grootegast viel niet onder het waterschap. Het stoomgemaal stond in de Grootegastemertocht. De belangrijkste hoofdwatergang was de oost-west gelegen Haaimatsloot en de Grootegastemertocht.
Het waterschap was een fusie van de waterschappen De Tenten, de Kleine Molenpolder van Havinga en een naamloos poldertje ten zuiden van de Haaimatsloot.
Waterstaatkundig gezien ligt het gebied sinds 2000 binnen dat van het wetterskip Fryslân.